# Eugenio Torralba
Eugenio Torralba, més conegut amb el nom El Llicenciat Torralba, el lloc de naixement i mort del qual s'ignoren i les dades que es tenen actualment sobre aquest fet són de molt escassa fiabilitat, va ser un nigromàntic i entabanador espanyol.

## Llegenda
Va viure a Espanya a principis del segle XVI. De molt jove va marxar a Itàlia, seguint la carrera de medicina a Roma, ignorant-se en quin any la va acabar. La vida d'El Llicenciat Torralba és una llegenda desnaturalitzada per poetes i novel·listes. Segons ell va confessar davant dels seus jutges, en ser processat per la Inquisició de Cuenca, el 1508, estudiant a Roma va aconseguir que un amic li cedís un dimoni dels anomenats familiars, de cognom Zaquiel, l'efígie del qual portava gravada a la pedra d'un anell que no deixava mai.
Aquest dimoni li revelava el futur, li mostrava les coses que esdevenien grans distàncies i li concedia la facultat de traslladar-se a diversos punts del globus en pocs minuts. En 1510, en ocórrer la derrota de les armes espanyoles a la Batalla de Gerba, Torralba es va assabentar abans que ningú, i va comunicar la infausta notícia al cardenal Cisneros i al Gran Capità Gonzalo Fernández de Còrdova, que es van meravellar en comprovar dies després, l'exactitud de la notícia. Va confessar també que aquest diable li va dir, en 1527, en un dia del mes de maig, que en aquest dia les tropes del conestable de Borbó assaltaven la ciutat de Roma, i no volent creure-ho Torralba, el diable Zaquiel es va oferir a portar-lo allà, i així ho va fer, i a la mitja hora es va trobar Torralba damunt la Torre Noua i així va poder sentir el rellotge del Castell de Sant'Angelo i veure el saqueig, i a l'hora i mitja d'haver sortit de Valladolid estava de tornada d'allà a la seva posada, situada a prop de Sant Benet. El tribunal de Cuenca que va jutjar Torralba va donar la sentència, el 1531, condemnant-lo a diverses penes aflictives, no faltant cap dels jutges que va opinar havia de ser reclòs en un manicomi.
A la Biblioteca Reial de Madrid hi ha una còpia del procés de Torralba, que extracta Clemencín a les seves Notes al Quixot. Ramón de Campoamor va publicar a Madrid, el 1889, un poema en vers i vuit cants titulat El Llicenciat Torralba, en què inventa una faula sobre aquest ja llegendari personatge, fent-li heroi d'una intriga amorosa amb Caterina, que ve a ser un símbol de la psicologia femenina que, en les seves evolucions, estima primer un àngel; deixa després l'àngel per l'home, aquest pel diable i, finalment, deixant el diable per la glòria.
Torralba ho fa de diferent manera, buscant primer la felicitat a l'esperit, després a la matèria, després a l'infern i després a la mort. Tot el poema està empedrat d'una filosofia convencional i humorística, en què, alhora de trets d'humorisme xocant i original, ensopega amb paradoxes, contradiccions i moltes notes molt poc poètiques i de gust una mica dubtós. Un cèlebre crític madrileny, va formular aquest judici sobre aquest poema: "Dins de l'admissible convencionalisme poètic, l'amor fa vegades de virtut, posseint, a més, el do de redimir, pel gran principi religiós de la Comunió dels Sants, però no és la que aquest poder assoleix la passió volandera i satisfeta, sinó la constant, abnegada i anhelosa, o la que en diferents ocasions té, almenys, un punt de contrició i llavors el Miserere i banya els peus del Salvador amb llàgrimes de penediment, d'una altra sort, es manca a la moralitat intrínseca que tota obra ha de tenir."